# End 키

다른 키와 함께 보이는 End 키

End 키는 컴퓨터의 키보드 키 중 하나로, Home 키와 반대 기능을 가지고 있으며, 커서를 줄의 끝으로 이동하는 용도 등에 사용된다.

## 같이 보기
- Home 키